# 早稲田大学囲碁会
早稲田大学囲碁会（わせだだいがくいごかい）は1950年に承認された早稲田大学の公認サークル・囲碁サークルであり、関東学生囲碁連盟の加盟団体である。1970年から1973年の4連覇を含めて全日本大学囲碁選手権で15回優勝している他、小野梓記念賞を3度受賞している。以下、誤解がない限り単に「囲碁会」と略記する。

## 大会実績
各地区に1校だけ出場枠が与えられる全日本大学囲碁選手権において、慶應義塾大学の囲碁部などと出場権を争っており、関東地区の常連校である。2000年代以降、全日本では関西地区代表の立命館大学囲碁部などと優勝を争うことが多い。
関東限定の大会として3人制の女子学生団体戦がある。囲碁会は毎回代表チームを派遣し、何度も優勝している。

## 対外関係

### 他校との交流
大学規則の都合上、運営責任者や会計責任者は早大生に限られる他、毎年提出が必須である部員名簿には早大生しか記載できない。一方で対局を通して交流については原則として妨げられておらず、都内の様々な大学囲碁サークルと少なからず交流がある。特に関東地区における実質的ライバル校である慶應義塾大学囲碁部とは半世紀以上に渡る交流があり、ほぼ毎年「オール早慶戦」という囲碁大会を開催している。

### 競技団体との関係
囲碁会は日本棋院の支部ではないが、院生出身者が在籍している年度もあったり、上述のオール早慶囲碁大会では会場として日本棋院を毎年使っているため、日本棋院とは一定程度の関係性を有している。
全日本大学囲碁選手権とその関東地区代表決定戦に出場するには、関東学生囲碁連盟に加盟している必要がある。そのため囲碁会は加盟資格を維持するために毎年拠出金を負担している。
なお、全日本囲碁協会との関係性については情報がない。

### 付属校囲碁部との関係
囲碁会は（付属校出身者が個人的に支援している場合を除いて）付属校囲碁部との公式な関係を公表していない。一方で、早稲田大学本庄高等学院や早実では有力選手が在籍していた年度もあり、これらの生徒たちが入学後に少なからず戦力となっている。

## 主な出身者
著名な出身者としては新垣未希や下坂美織などがいる。一力遼も早稲田大学出身だが、囲碁会との関係について情報がない。その他、多数のアマチュア棋戦優勝者・入賞者を輩出している（各棋戦の記事を参照）。